# Eremurus candidus
Eremurus candidus är en grästrädsväxtart som beskrevs av Aleksei Ivanovich Vvedensky. Eremurus candidus ingår i släktet Eremurus och familjen grästrädsväxter. Inga underarter finns listade i Catalogue of Life.